# Bridie Carter
Pour les articles homonymes, voir Carter.
Bridie Carter, née le 18 décembre 1970 à Melbourne, est une actrice australienne.

## Biographie
Bridie Carter naît le 18 décembre 1970 à Melbourne.
Elle est principalement connue pour son rôle de Tess Silverman McLeod dans Le Ranch des McLeod.
Elle apparaît dans le drama historique Wild Boys (en), ainsi que dans la comédie dramatique 800 Words (en).
Elle joue le rôle de Susie McAllister dans la 34ème saison de Summer Bay,,.
Elle a participé à la version australienne de Danse avec les stars, qu'elle a remportée.
Elle est mariée à un créateur de vêtements, Michael Wilson, et a deux fils, Otis et Tobias.